# Lipaleyrodes phyllanthi
Lipaleyrodes phyllanthi là một loài côn trùng cánh nửa trong họ Aleyrodidae, phân họ Aleyrodinae.
Lipaleyrodes phyllanthi được Takahashi miêu tả khoa học đầu tiên năm 1962.